# Johan Vilhelm Sprengtporten
Johan Vilhelm Sprengtporten, född 1720 i Tobolsk där hans far var rysk krigsfånge, död 25 december 1795 i Köpenhamn, var en svensk friherre, militär och diplomat.

## Biografi
Sprengtporten blev 1741 fänrik vid Lifgardet och gick 1745 in i  fransk tjänst där han 1754 avancerade till överste. Han deltog i Leslies expedition till England 1746 samt i fälttågen i Flandern 1748 och i Westfalen 1757. År 1760 blev han överste i svenska armén.
Efter sin återkomst till Sverige åkte han 1761 som envoyé till Köpenhamn, där han kom att verka som Sveriges sändebud under nästan resten av sitt liv. Han utnämndes 1763 till överste för Löwenfelts värvade regemente som därefter kallades Sprengtportenska och upphöjdes 1766 till friherre. 1770 blev han generalmajor och 1775 generallöjtnant.
I november 1787 fick Sprengtporten titeln ambassadör men den verkliga representationen vid det danska hovet övergick under den oroliga tid som följde till yngre krafter. I april 1791 fick Sprengtporten tjänstledigt och återvände först på sommaren 1795 till sitt arbete i Köpenhamn.
Johan Vilhelm Sprengtporten var son till majoren Magnus Vilhelm Sprengtport och Anna Margareta Ammorin. Han var först gift med grevinnan Ulrika Charlotta Taube, vars mor var en von Albedyhl, och andra gången med grevinnan Sophia Mörner af Morlanda vars mor var en Steuch. Sprengtporten fick bara barn i andra äktenskapet, en son Jacob Wilhelm, och en dotter Ulrika Sophia som gifte sig med Carl De Geer och blev stammoder till den grevliga ätten De Geer af Leufsta.